# Agente Z 55 missione disperata
Agente Z 55 missione disperata (Desperate Mission) è un film del 1965 diretto da Roberto Bianchi Montero utilizzando lo pseudonimo Robert B. White.

## Trama
Lo scienziato nucleare Larsen, tenuto prigioniero dai cinesi, viene liberato dai servizi segreti statunitensi ma durante la fuga l'agente incaricato Z 51 viene ucciso e si perdono le tracce dello scienziato. L'agente Z 55 viene mandato a Hong Kong con l'incarico di completare la missione, complicata dal fatto che il professore è ricercato anche da una organizzazione criminale intenzionata a riconsegnarlo alle autorità cinesi dietro compenso. Grazie anche all'aiuto di una ragazza cinese, Su-Ling, Z 55 riesce nel suo obiettivo di salvare lo scienziato.

## Distribuzione
Il film fu distribuito nel 1965.

## Sequel
Nel 1967 fu realizzato il sequel Tecnica per un massacro.